# Đỉnh Glacier

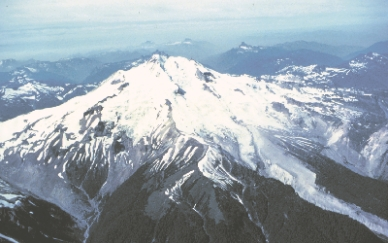
Đỉnh Glacier Peak nhìn từ đông nam

Đỉnh Glacier (tiếng Anh: Glacier Peak; phương ngữ người thổ dân Sauk Lushootseed là Tda-ko-buh-ba hay Takobia) là một trong năm núi lửa chính trong vành đai núi lửa Cascade ở phía bắc tiểu bang Washington, Hoa Kỳ, đỉnh núi này nằm ở phía nam sông Fraser. Đây là  đỉnh núi biệt lập và tương đối khó đến. Ngược với tên của nó là Đỉnh Băng Hà, bề mặt phủ băng của nó không có nhiều lắm. Từ các trung tâm dân cư chính khó nhìn thấy đỉnh núi này, nó cũng kém hấp dẫn nổi bật và tỏ ra nguy hiểm nên ít có xu hướng ít được chú đến. Dù vậy, kể từ cuối thời kỳ băng hà, đỉnh núi lửa này đã nhiều lần phun trào lớn và dữ dội, ít nhất là 6 đợt, trong đó đợt phun trào gần đây nhất là khoảng 200-300 năm trước.
Đỉnh núi băng tuyết này từ lâu đã được thổ dân châu Mỹ đưa vào ngôn ngữ và truyền thuyết của họ và lập tức đã gây chú ý của những đoàn thám hiểm châu Âu và Mỹ trong thế kỷ 18 và 19. Trong thập niên 1790, núi Baker, núi Rainier và núi St. Helens đã được ghi chép và đặt tên trong tài liệu về vùng sông Columbia và Puget Sound. Năm 1805, Lewis và Clark đã ghi chép về núi Adams. Đến giữa thế kỷ 19, 4 ngọn núi lửa này đã được đưa vào bản đồ xuất bản.
Đỉnh Glacier nằm ở địa phận của quận Snohomish, 112 km về phía đông bắc của Seattle, Washington.